# Garín

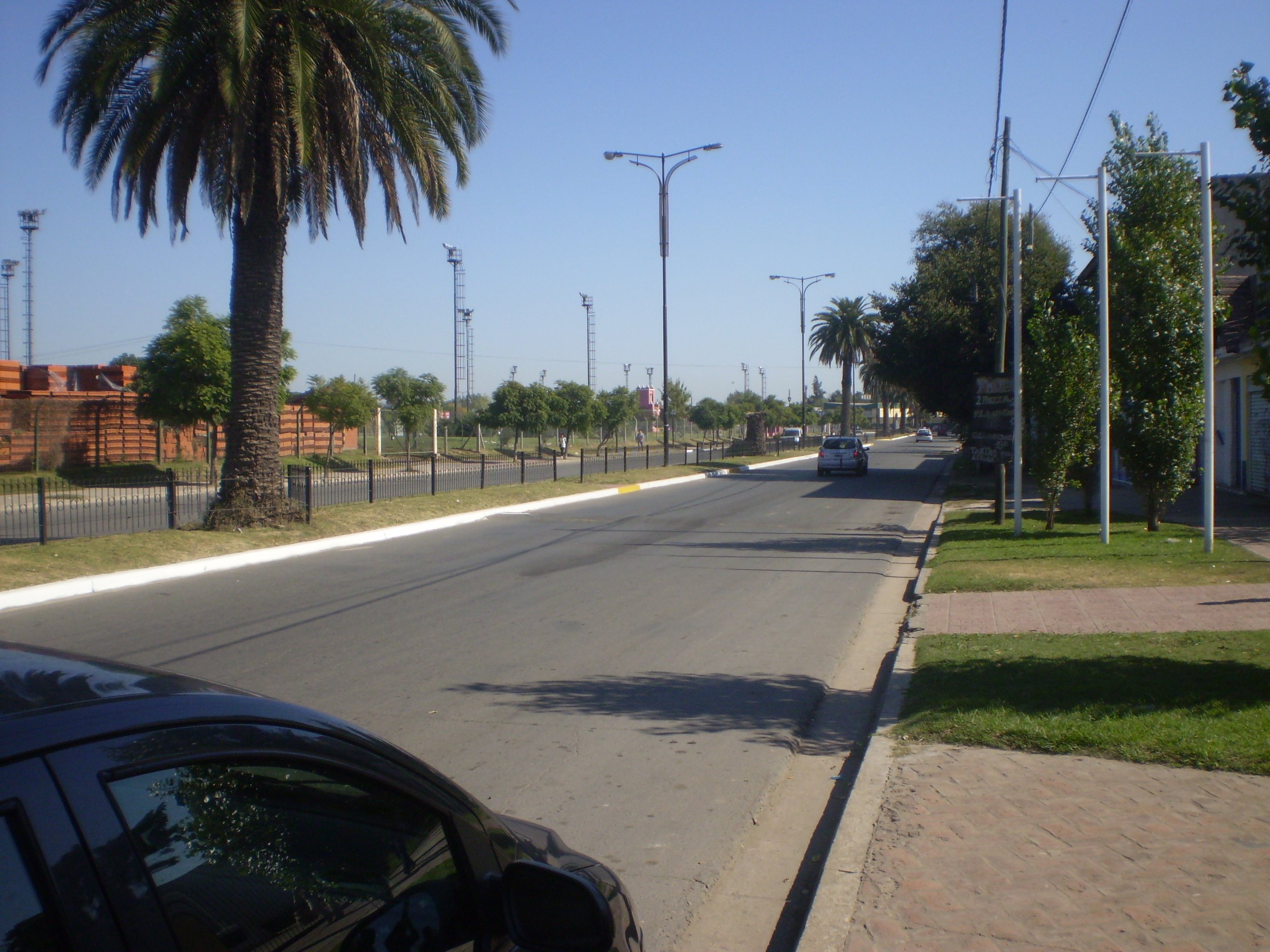
Ulice Garínu

Garín je největší město v okrese (partido) Escobar v Argentině. Nachází se v širší aglomeraci Buenos Aires (Gran Buenos Aires) v provincii Buenos Aires. Žije zde okolo 70 tisíc obyvatel. Území město na severu sousedí s obcí Ingeniero Maschwitz, na severozápadě s Maquinista Savio, na východě s Tigre, na západě s Pilar a na jihu s okresem Malvinas Argentinas.
Název město je odvozen od příjmení Garín, typického pro severozápadní Španělsko. Rodina Garínů v této lokalitě v 19. století měla statek přiléhající k místnímu potoku, který byl proto nazýván Garín. Při tvorbě katastru pak bylo jméno Garín zavedeno jako název celé lokality.

## Čtvrtě města
Ve městě Garín se nacházejí tyto čtvrtě:
- Barrio El Triángulo
- Barrio Cri Cri
- Barrio Cabildo
- Barrio Bedoya
- Barrio Amad
- Barrio Los Tulipanes
- Barrio Los Pinos
- Barrio San Jacinto
- Barrio San Javier
- Barrio San Benito
- Barrio Los Olmos
- Barrio Nuevo
- Barrio Cabot
- Barrio Villa Angélica
- Barrio La Matilde
- Barrio Baldi
- Barrio La Madrugada
- Barrio La Loma
- Barrio La Esperanza
- Barrio Garín Oeste
- Barrio Cuyo 1
- Barrio Cuyo 2
- Barrio Cuyo 3
- Barrio 24 de febrero
- Nueva Argentina
- Barrio Parque Norte
- Barrio Pulido
- Barrio La Antena
- Barrio Presidente Perón

## Pamětihodnosti města
- Hlavní náměstí (Plaza central)
- Kostel Santa Teresa[3]
- Pomník obětí potopení křižníku ARA General Belgrano (C-4) během války o Falklandy